# کردی کرندی

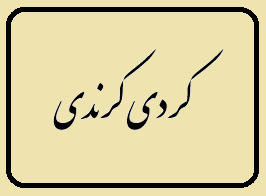
کردی کرندی

کرندی نام یکی از گویش‌های کردی جنوبی است که در شهرستان دالاهوشهر کرند در استان کرمانشاه رایج است. این گویش جزو معدود گویش‌های کردی جنوبی است که ارگاتیو می‌باشد.

## جغرافیا
این گویش در شهر کرند غرب و روستای حریر استفاده می‌شود و با زبان گورانی نیز نزدیکی‌های دارد.مردم شهر کرند در گذشته به گورانی تکلم می کردند اما با مهاجرت مردم کلهر و جاف باباجانی طی دویست و پنجاه سال گذشته به کرند، موجب ایجاد گویشی ترکیبی ارگاتیو متشکل از کلمات جافی و کلهری شد که در دسته بندی زبان شناسی در دسته کردی جنوبی قرار می گیرد و می توان گفت نزدیک ترین گویش کردی جنوبی به گویش اردلانی از کردی مرکزی است. همچنین گویش های چاردولی دشت اسدآباد، کلیایی و بدره ای ایلام هم به گویش کرندی نزدیک است.

## ساختار
گویش کرندی از محدود گویش های کُردی جنوبی است که در آن از کلمه (بۆ) بە معنای برای استفادە می شود و بە اصطلاح زبان شناسان، گویشورانِ گویشِ کرندی (بۆ زوان) هستند و در سایر گویش های کردی جنوبی، مردم بە علت استفادە از کلمە (ئەڕا) از سوی زبان شناسان (ئەڕا زوان) خواندە می شوند. در این نوع گویش کُردی جنوبی همانند گویش اردلانی در قبل از افعال ماضی استمراری و مضارع اخباری از پیشوند (ئه) استفادە می کنند. در گویش کرندی بر خلاف گویش کلهری و همانند اردلانی و جافی، حالت متعدی (گذر) و لازم (ناگذر) رعایت می شود و نحوه صرف افعال در گویش کرندی با گویش اردلانی خصوصاً در ماضی ساده کاملا یکسان است.
| کرندی        | اردلانی        | کلهری           | فارسی      |
| ------------ | -------------- | --------------- | ---------- |
| بۆ           | بۆ             | په‌ی/ڕا          | برای       |
| کتاو دێرم    | کتێبم هه‌س      | کتاو دێرم       | کتاب دارم  |
| دایگ/داڵگ    | دایک           | داڵگ/دایگ       | مادر       |
| بێنەوە       | بێنەو          | بانەو           | برگردند    |
| ئیوە         | ئێوە           | ئۊیە/ئێوە       | شما        |
| ئەکاد        | ئەکات          | کەێد            | می کند     |
| چەس؟         | چەس؟           | چوەس؟/چەس؟      | چیە؟       |
| بێرم/بەێرانم | بێرم           | بارم            | بیارم      |
| دانیایه      | دانیاگ         | داناس           | باخته      |
| کەڵەشێر      | کەڵەشێر        | کەڵەشێر         | خروس       |
| وەگەل/وەل    | لەتەک          | وەگەرد/ وەل     | با         |
| هەمە/مامەد   | حەمە           | مامەد           | مُحمد       |
| قسەمان کرد   | قسەمان کرد     | قسیە/قسە کردیمن | صحبت کردیم |
| ئەتوانین     | ئەتانین        | تۊیەنیمن        | می توانیم  |
| کەنێشک/دۊەت  | کەنیشک(Kenîşk) | دۊیەت/کەنێشک    | دختر       |
| ئەۊنم        | ئەوینم         | دۊنم            | می بینم    |
| واران/وەشت   | باران          | واران           | باران      |
| گەرەکده/توای | گەرەکتە        | توای            | می خوای    |
| ئەخواد       | ئەیخوات        | خوەێد           | می خوره    |
| فره          | فره            | فره             | خیلی       |
| نازانم       | نازانم         | نیەزانم         | نمی دانم   |
| هەشە         | ورچ/هرچ        | ورچ             | خرس        |
| چووەوە       | چووگەوە        | چێیەو           | بازگشت     |
| کۊه/کەش      | کێف/کەژ        | کۊیه/کەش        | کوه        |
| دێ/ئیتر      | ئیتر           | دی/تر/ترەک      | دیگه       |
| ئەچم         | ئەچم           | چم              | می روم     |
| بێد          | وێت            | بوود/بێد        | باشه       |
| ویتمان       | وەتمان         | وەتیمن          | گفتیم      |
| کاکه، کاکی   | کاکه           | کاکه            | آقا/داداش  |